# تپه قلعه ملا
تپه قبر ملا مربوط به هزاره۲ تا سده‌های اولیه دوران‌های تاریخی پس از اسلام است و در شهرستان سیب و سوران، بخش مرکزی ۵۰۰ متری غرب روستای سیب واقع شده و این اثر در تاریخ ۱ اردیبهشت ۱۳۴۵ با شمارهٔ ثبت ۵۵۲ به‌عنوان یکی از آثار ملی ایران به ثبت رسیده است.